# Albertas välståndscertifikat
Albertas välståndscertifikat (engelska "Prosperity certificate") var den alternativa valuta som infördes i provinsen Alberta, Kanada, 1936, av den Social credit-ledda regeringen, i ett försök att mildra effekterna av den ekonomiska depressionen. Idén var att certifikaten skulle cirkulera extra snabbt genom ett demurrage-system. I slutet av varje vecka var sedlarnas ägare tvungna att klistra på ett 1-centsfrimärke, för att sedlarna fortsatt skulle vara giltiga. Sedlarna, som blev kända som "funny money", blev dock impopulära bland allmänheten på grund av kostnaden och trasslet med frimärkena. Ett problem var också att de små frimärkena (mindre än 1 cm²) föll av. Tanken var också att sedlarna skulle lämnas in efter två år, då 104 frimärken fästs på dem, men försöket avbröts efter bara ett år.